# The Big O
The Big O (THE ビッグオー Za Biggu Ō?) es una serie animada japonesa de 1999 creada por el diseñador Keiichi Satō, dirigida por Kazuyoshi Katayama y producida por los estudios Sunrise. El equipo de guionistas de la serie fue dirigido por Chiaki J. Konaka, famoso por su trabajo en Serial Experiments Lain y Hellsing.
La historia de la serie está ambientada cuarenta años después de que un extraño suceso provocara que los habitantes de Ciudad Paradigma perdieran la memoria. El protagonista de la serie es Roger Smith, el mejor Negociador de la ciudad. Roger presta este "tan solicitado servicio" con la ayuda de una androide llamada Dorothy Wayneright y de su  Mayordomo, Norman Burg. Cuando surge la necesidad, Roger invoca al Big O, una reliquia gigantesca relacionada con el pasado de la ciudad.
La serie fue diseñada como homenaje a los programas de televisión japoneses y occidentales de los años 60 y 70. La serie tiene un estilo film noir y combina elementos de programas detectivescos con el género mecha del anime. Las secuencias animadas de la serie tienen reminiscencias de producciones tokusatsu de los años 50 y 60, especialmente de las películas kaiju producidas por Toho. La banda sonora es una mezcla ecléctica de estilos y homenajes musicales.
The Big O fue estrenada y transmitida originalmente en Japón a través de la cadena televisiva WOWOW, desde su debut el 13 de octubre de 1999 hasta su final el 19 de enero de 2000. En principio la serie iba a contar con 26 episodios, no obstante, la producción de los mismos se detuvo hasta el episodio 13 debido a los bajos niveles de audiencia que tuvo en Japón. Una versión en inglés fue transmitida en Cartoon Network desde el 2 de abril de 2001 hasta el 18 de abril de 2001. A diferencia de Japón, donde tuvo bajos índices de audiencia, la serie tuvo una recepción positiva a nivel internacional; este hecho motivo a los productores de la serie a lanzar una segunda temporada con los 13 episodios restantes producida por Cartoon Network, Sunrise, y Bandai Visual. La segunda temporada se estrenó en la cadena SUN-TV de Japón el 2 de enero de 2003, el estreno americano llevándose a cabo 7 meses después. En 2012, después de la disolución de Bandai Entertainment, Sunrise anuncio en la convención Otakon 2013, que Sentai Filmworks rescató ambas temporadas de  The Big O

## Argumento
The Big O está ambientada en una ciudad-estado llamada como Paradigm City, (パラダイム・シティ Paradaimu Shiti?). La ciudad está ubicada en un litoral y rodeada por un vasto desierto baldío. La ciudad esta parcialmente cubierta por Domos y es gobernada por la Corporación Paradigm, lo que da lugar a una corporatocracia/estado policial. Paradigm City es conocida como "La Ciudad de la Amnesia" (記憶喪失の街 Kioku soushitsu no Machi?) Debido a que, 40 años antes del inicio de la historia, un acontecimiento conocido como ""El Evento" (何か Nani ka?, lit. "Algo") Destruyó el mundo fuera de la ciudad y los sobrevivientes quedaron sin ningún recuerdo anterior al suceso. En los episodios finales de la serie, se intuye que la misma puede haber sido una fabricación elaborada por un poder desconocido.
La ciudad se caracteriza por presentar una severa iniquidad social. La clase alta vive dentro de domos más cómodos con los pobres viviendo fuera de ellos. Los Androides coexisten con los humanos que habitan la ciudad; y aunque estos son raros, son tan numerosos que la población se ha acostumbrado a su presencia.
En varios episodios se puede apreciar a los habitantes de la ciudad practicando cierta forma de Cristianismo: la gente se reúne en lugares donde hay crucifijos prominentemente mostrados. La práctica parece estar basada en la costumbre, pues nadie recuerda ninguna doctrina asociada a esa práctica. Una catedral en ruinas permanece abandonada, aunque de vez encuando algunas personas mayores se ubican frente a ella a cantar himnos de los cuales no se acuerdan bien. En el episodio 11 se puede ver que solo Alex Rosewater recuerda u observa la Navidad. Un día festivo conmemorando la fundación de la ciudad es celebrado el 25 de diciembre. Aunque los ciudadanos hacen decoraciones con elementos navideños estos son ignorantes de su significado original. Una vez Dastun hizo mención de que Rosewater tenía en su poder fragmentos de un supuesto "Libro de la Revelación", Aunque Dastun o Roger nunca han escuchado hablar de ello antes.Es posible que Rosewater haya tenido otros fragmentos Biblia. En una ocasión Rosewater describió el verdadero significado del 25 de diciembre como "El Día en que el Hijo de Dios Nació".
Aunque la definición textual de memoria es el registro almacenado en el cerebro de un organismo, los ciudadanos de Paradigm City usan el término de forma más profunda. Para ellos el término "Memories" (メモリー Memorī?) hace referencia a conocimientos, recuerdos y artefactos olvidados de antes de que aconteciera El Evento, o formas parciales de recolección, tales como alucnaciones y sueños recurrentes.

## Personajes

### Principales
Roger Smith (ロジャー・スミス Rojā Sumisu?)
Voz por: Mitsuru Miyamoto
El protagonista de la historia. Conocido como el negociador, se encarga de resolver los problemas y dificultades a las que se enfrenten sus clientes de Paradigm City, la ciudad donde vive. Carece de recuerdos como el resto de los ciudadanos pero enfrenta un destino como único piloto del Big O, su megadeus. Es una persona amable y casi siempre se enoja, en especial con Dorothy.
R. Dorothy Wayneright (アール・ドロシー・ウェインライト Āru Doroshī Weinraito?)
Voz por: Akiko Yajima
Asistente personal de Roger, hija androide de un científico. Dorothy es una androide con mucha durabilidad y fuerza sobrehumana, además, a pesar de no ser humana puede comer y beber, imitar comportamientos humanos como mentir y tocar música, siente afecto por Roger. Su cuerpo es totalmente robótico y pesa mucho, se nota cuando cae o cuando Roger intenta moverla pero es casi imposible, lleva en su cabeza una diadema que emite una especie de luz de emergencia cuando está oscuro y dentro de su cabeza alberga un dispositivo que contiene sus recuerdos.
Norman Burg (ノーマン・バーグ Nōman Bāgu?)
Voz por: Motomu Kiyokawa
El mayordomo de Roger, es muy talentoso con muchos deberes, sabe cocinar, dirige las reparaciones del Big O y de vez en cuando maneja armas de fuego de alto poder, hace todo lo posible para defender la mansión donde vive y trabaja.
Dan Dastun (ダン・ダストン Dan Dasuton?)
Voz por: Tesshō Genda
Es el jefe de la policía militar, una persona completamente devota al deber y orgullo de las fuerzas armadas. Es un excompañero y gran amigo de Roger.

### Secundarios
Angel (エンジェル Enjeru?)
Voz por: Emi Shinohara
Una mujer que se encuentra en varias ocasiones con Roger bajo diferentes nombres, es investigadora de un departamento de Paradigm City y en otras ocasiones secretaria de la empresa publicadora Paradigm Press.
Alex Rosewater (アレックス・ローズウォーター Arekkusu Rōzuwōtā?)
Voz por: Unshō Ishizuka
Es el principal antagonista de la historia. Alex es el presidente del Paradigm Group e hijo del fundador de la ciudad. Considera a la mayoría de los ciudadanos como inferiores y tiene una gran sed de poder.
Alan Gabriel (アラン・ゲイブリエル Aran Geiburieru?)
Voz por: Issei Futamata
Un cyborg psicópata excéntrico que intenta destruir a Roger. Viste con una máscara y un traje a rayas.
Vera Ronstadt (ヴェラ・ロンシュタット Vera Ronshutatto?)
Voz por: Sayuri Yamauchi
Vera lidera a los agentes de la Unión dentro de Paradigm e hizo tratos con Alex Rosewater para la construcción de un robot.
Big Ear (ビッグイヤー Biggu Iyā?)
Voz por: Shinpachi Tsuji
Es el informate personal de Roger, siempre lee el periódico para buscar información.
Jason Beck (ジェイソン・ベック Jeison Bekku?)
Voz por: Hochu Ohtsuka
Jason es uno de los villanos de la serie, aparece por primera vez durante el secuestro de Dorothy. Frecuentemente comete crímenes con el único propósito de humillar a Roger Smith.
Schwarzwald (シュヴァルツ・ヴァルト Shuvarutsu Varuto?)
Voz por: Katsunosuke Hori
Su nombre real es Michael Seebach, era un reportero obsesionado con conocer la verdad detrás de Paradigm City y los misteriosos recuerdos. La corporación censuró su trabajo y comenzó a vivir una vida de crímenes con el propósito de hacerles ver la verdad a los ciudadanos.
Gordon Rosewater (ゴードン・ローズウォーター Gōdon Rōzuwōtā?)
Voz por: Goro Naya
Es el fundador de Paradigm City y padre de Alex, el actual presidente. Vive en un domo propio alejado de la sociedad, donde lleva una vida tranquila.

## Anime
The Big O es una serie de anime para televisión con guion original, creada por el animador y director Keiichi Satō, fue dirigida por Kazuyoshi Katayama, el estudio Sunrise produjo el anime; fue estrenada en octubre de 1999 en el canal japonés WOWOW y contó con una versión doblada al inglés, emitida en 2001 por el canal americano Cartoon Network.
En 1996 inició la producción cuando Keiichi Sato dio a luz al concepto junto con el director Kazuyoshi Katayama. Sato fue abordado por el estudio Sunrise y Bandai Visual para mejorar y ampliar el contenido de la serie, el cual decían tenía potencial; Chiaki J. Konaka se unió al equipo de producción como guionista. La banda sonora del anime fue compuesta por Toshihiko Sahashi, con una composición rica en sonidos clásicos y sinfónicos, con toques de jazz; entre la banda sonora destacan piezas que evocan a películas noir, cintas de espías y programas de ciencia ficción.

### Lista de episodios
Primera temporada
| #  | Título                      | Estreno                 |
| -- | --------------------------- | ----------------------- |
| 1  | «Roger el negociador»       | 13 de octubre de 1999   |
| 2  | «Dorothy, Dorothy»          | 20 de octubre de 1999   |
| 3  | «Electric City»             | 27 de octubre de 1999   |
| 4  | «Terror subterráneo»        | 3 de noviembre de 1999  |
| 5  | «Devuelveme el fantasma»    | 10 de noviembre de 1999 |
| 6  | «El legado de Amadeus»      | 17 de noviembre de 1999 |
| 7  | «El llamado del pasado»     | 24 de noviembre de 1999 |
| 8  | «Gato perdido»              | 1 de diciembre de 19999 |
| 9  | «El regreso de Beck»        | 8 de diciembre de 1999  |
| 10 | «Fantasma de invierno»      | 15 de diciembre de 1999 |
| 11 | «Semilla del mal»           | 5 de enero de 2000      |
| 12 | «El enemigo es otro grande» | 12 de enero de 2000     |
| 13 | «R.D.»                      | 19 de enero de 2000     |

Segunda temporada
| #  | Título                        | Estreno               |
| -- | ----------------------------- | --------------------- |
| 1  | «Roger, el explorador»        | 2 de enero de 2003    |
| 2  | «Negociaciones con la muerte» | 9 de enero de 2003    |
| 3  | «Día de la llegada»           | 16 de enero de 2003   |
| 4  | «Leviatán»                    | 23 de enero de 2003   |
| 5  | «El villano más grande»       | 30 de enero de 2003   |
| 6  | «Testigo»                     | 6 de febrero de 2003  |
| 7  | «Franjas»                     | 13 de febrero de 2003 |
| 8  | «El tercer grande»            | 20 de febrero de 2003 |
| 9  | «Hydra»                       | 27 de febrero de 2003 |
| 10 | «Memorias retorcidas»         | 6 de marzo de 2003    |
| 11 | «La gran pelea»               | 13 de marzo de 2003   |
| 12 | «La guerra de Paradigm City»  | 20 de marzo de 2003   |
| 13 | «El show debe continuar»      | 27 de marzo de 2003   |

## Recepción
El estreno de The Big O en octubre de 1999 no obtuvo mayor atención en Japón, pero la audiencia occidental mostró el éxito que los creadores buscaban en este segmento. Entre las reseñas en inglés de la serie, continuamente se hablaba de la calidad del arte, el concepto y el parecido de la serie con Batman o el trabajo de Isaac Asimov. La primera temporada del anime tuvo una recepción positiva, Anime on DVD recomedó la serie como una de las esenciales para ver, en 'Anime Jump recibió una calificación de 4.5/5 en general. Para la segunda temporada la animación y el arte fueron lo más criticado positivamente, mencionando que "es incluso más pulido y detallado". 
Una reseña de IGN apuntó sobre varios cambios en el personaje Roger Smith, pues "perdió un poco su genialidad y su lado cómico en la segunda temporada"; además, al igual que la primera temporada, esta última sufrió de un bajón de calidad en su parte final. Durante los años The Big O continúa siendo una serie aclamada como lo mencionan en el sitio BuzzFeed como una de las mejores series de anime que deben de ser vistas.